# Maison des Arcades de Plombières-les-Bains
La maison des Arcades est un immeuble situé à Plombières-les-Bains dans le département français des Vosges en Lorraine.
La façade sur rue et le grand escalier incluant les ferronneries sont protégés en tant que monument historique depuis leur inscription par arrêté du 2 mars 1927.
La fontaine dite source du Crucifix, y compris la grille, le crucifix et les trois plaques avec inscription, sise au rez-de-chaussée du bâtiment des Arcades sont protégés en tant que monument historique depuis leur inscription par arrêté du 5 juillet 1926.

## Localisation
L'édifice est situé au centre-ville de Plombières-les-Bains dans la rue Stanislas à proximité immédiate de la place du Bain romain.

## Historique

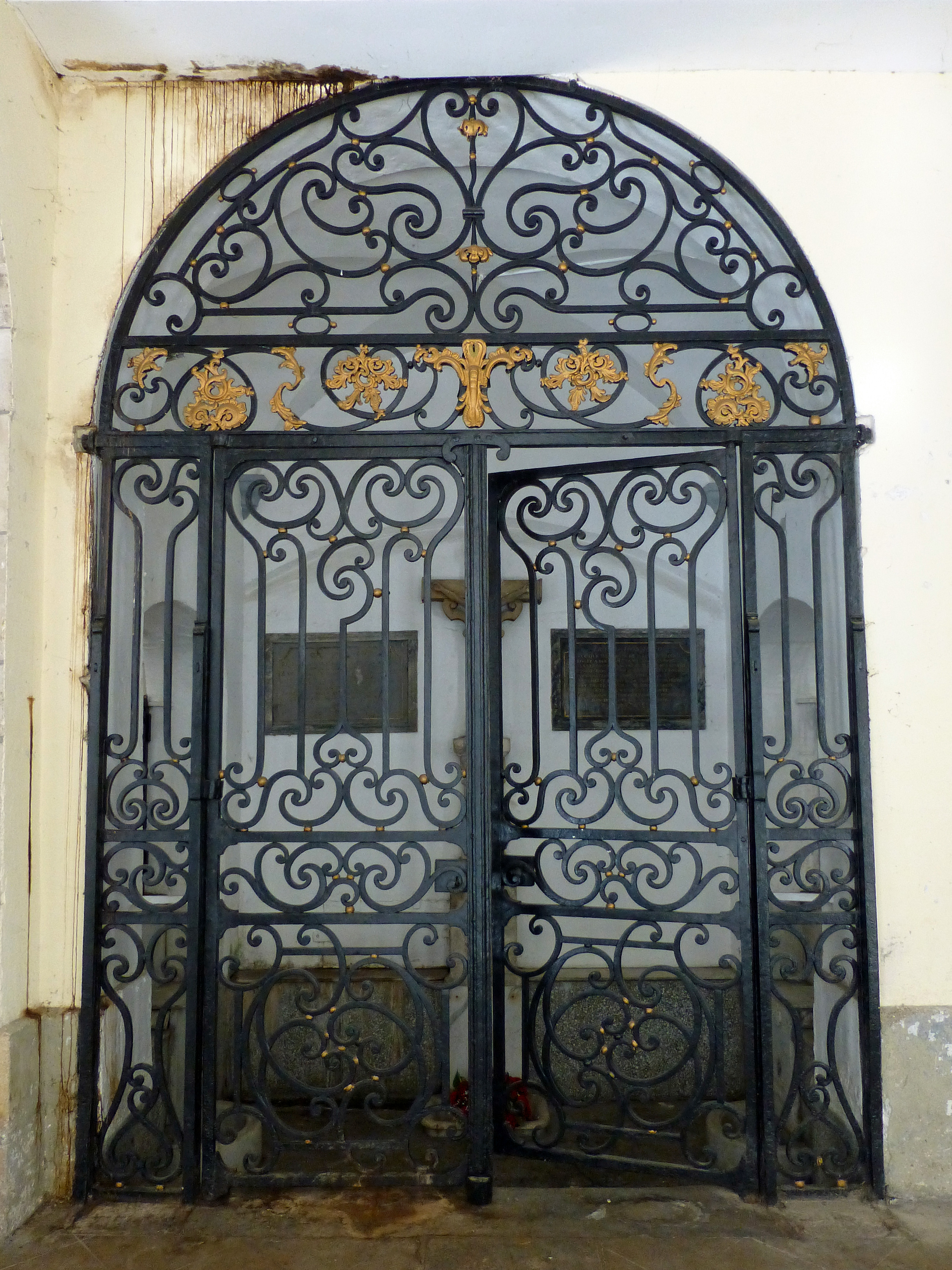
La source du Crucifix sous la maison des Arcades de Plombières-les-Bains.

Au XVIIe siècle se trouvait, le long de la Grande Rue de Plombières, la place des Auges avec le Bain du Chêne (représentation par une aquarelle de A. Jacquot) alimentée par une source thermale provenant de travaux de captages antiques n'ayant pas reçu de modifications. Le crucifix de la source date de 1614 à l'époque du passage du duc Henri II à Plombières. Le bain du Chêne fut par la suite supprimé et la source du Crucifix transformée en buvette.
La maison dite des Arcades fut édifiée en 1761-1762 par ordre du duc de Lorraine Stanislas pour l'agrément de ses petites filles Adélaide et Victoire, filles de Louis XV et pour l'embellissement de Plombières.
Ce bâtiment, qui coûta 61 305 livres 5 sols 2 deniers, eu pour architecte Jean-Louis Deklier Dellile, sous-ingénieur des Ponts et Chaussées basé à Neuchâteau, et pour entrepreneur Claude Mique. La source du Crucifix fut aménagée sous les arcades en 1762 avec une grille en fer forgé.
La campagne principale de construction de la rue Stanislas se déroule quelques années après à la suite d'une terrible inondation qui ravagea la ville dans la nuit du 25 au 26 juillet 1770. Louis XV prescrivit aussitôt la levée d'une imposition spéciale sur la province de Lorraine et Barrois, dont le montant fut employé à la construction du Bain tempéré par Jean-Louis Deklier Dellile et d'une partie des maisons de la rue Stanislas. La Grande Rue étroite et sinueuse bordée de modestes immeubles devint la rue Stanislas moderne.

## Architecture
Le bâtiment d'architecture classique possède une longue façade sur la rue Stanislas reposant sur dix arcades en pierre de taille de grès vosgien avec des assemblages apparents et surmontées de petits médaillons avec des arcades intérieures. Un balcon surplombe les arcades le long de la rue avec un garde-corps en ferronnerie d'art.
Les ferronneries de la grille de balcon de la rampe d'escalier sont l'œuvre d'André Gillot, élève de Jean Lamour (grilles de la place Stanislas à Nancy). L'écusson aux armes de Stanislas (Leczinski, Pologne, Lituanie, colliers de Saint-Michel et du Saint-Esprit) orne la façade. 
Les trois petites fontaines de la source du Crucifix servaient autrefois de buvette thermale. Les fontaines ne fonctionnent plus au XXIe siècle. Les eaux minérales de la source des Dames (astringente) et de la source Curie ou des Savonneuses (laxative) sont accessibles dans le Bain national depuis les années 1930.